# Jean-Luc Vandenbroucke

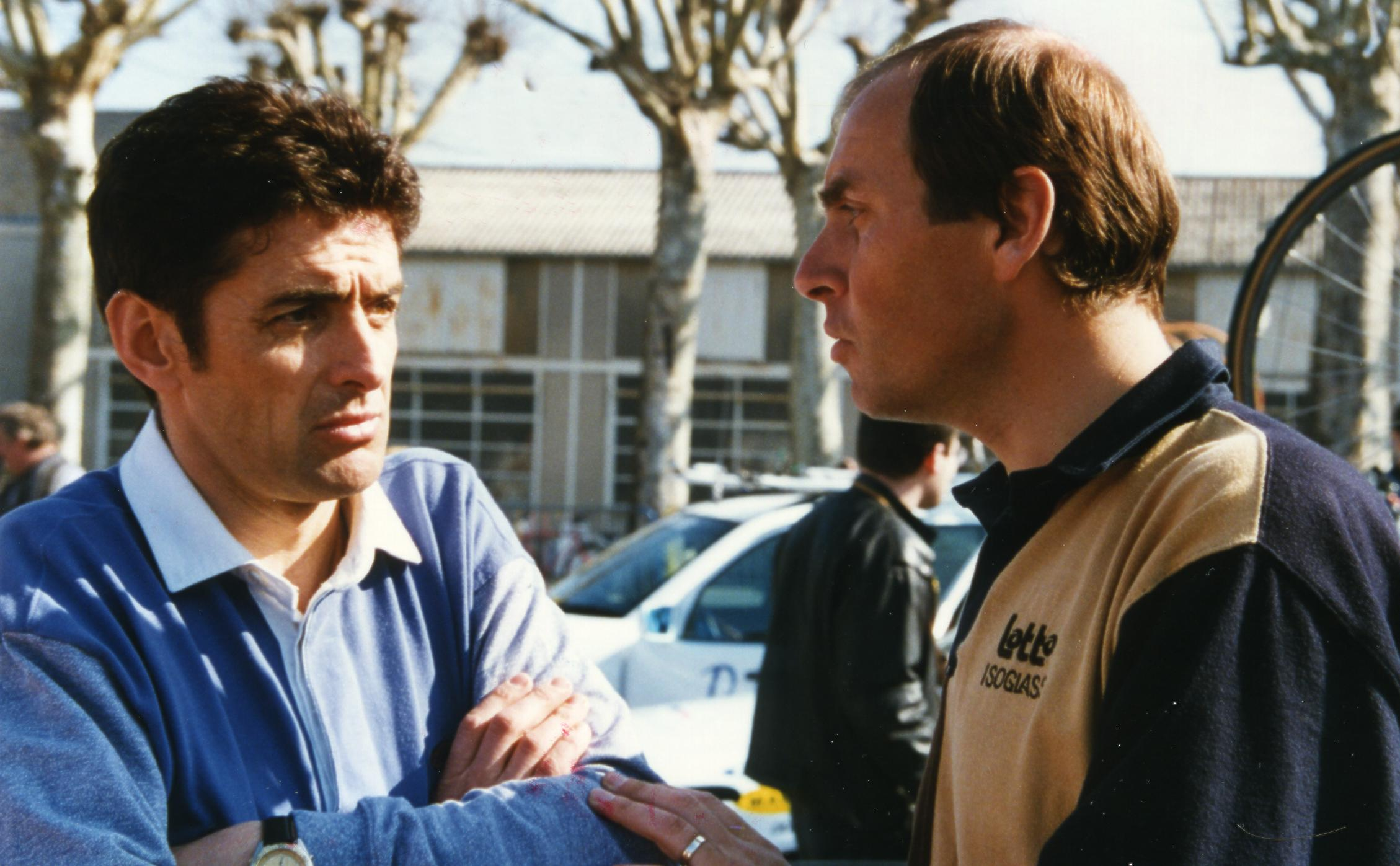
Jean-Luc Vandenbroucke mit Marc Madiot (links)

Jean-Luc Vandenbroucke (* 31. Mai 1955 in Mouscron) ist ein ehemaliger belgischer Radrennfahrer.
Vandenbroucke war ein Zeitfahr-Spezialist, der vor allem bei kurzen Einzelzeitfahren, den sogenannten Prologen zum Auftakt eines Etappenrennens, zahlreiche Siege einfahren konnte. In seiner 14-jährigen Karriere, die 1975 begann und 1988 endete, feierte Vandenbroucke insgesamt 74 Siege.
Sein Neffe Frank Vandenbroucke war ebenfalls ein erfolgreicher professioneller Radrennfahrer. Sein Sohn Jean-Denis war von 1998 bis 2000 Profi, konnte aber keine Erfolge feiern.

## Karriere
Nach dem Sieg bei den belgischen Amateur-Meisterschaften 1974 wurde Vandenbroucke 1975 Profi. Nach wenigen Erfolgen im ersten Profijahr gelang ihm 1976 beim Grand Prix de Fourmies der erste Sieg in einem namhaften Rennen. Diesen Erfolg wiederholte er im darauffolgenden Jahr. Aufgrund seiner Qualitäten als Zeitfahrer sicherte sich Vandenbroucke bei der Bahn-Radweltmeisterschaft 1978 die Bronzemedaille in der Einerverfolgung. Ein Jahr später siegte er das dritte Mal beim Grand Prix de Fourmies.
1980 gelang dem Belgier dann der große Durchbruch, nachdem er die Vier Tage von Dünkirchen inklusive Etappensieg und den Grand Prix des Nations gewinnen konnte. Zudem gewann er auch eine Etappe bei Paris–Nizza und siegte bei der Trofeo Baracchi, einem Paarzeitfahren, gemeinsam mit seinem Landsmann Alfons De Wolf. Ein Jahr später gewann er die Tour de l’Oise, ehe ein Jahr später sein größter Triumph, der Sieg bei Paris–Tours, folgte.
1983 siegte Vandenbroucke beim GP Eddy Merckx und dem GP d’Isbergues. Außerdem gelangen ihm zahlreiche Siege bei anderen Etappenrennen. 1984 wiederholte er bei den UCI-Bahn-Weltmeisterschaften in der Einerverfolgung das Ergebnis von 1978. Im Jahr darauf gewann Vandenbroucke die Drei Tage von De Panne und die Vier Tage von Dünkirchen.
Nach einem verhältnismäßig erfolgsarmen Jahr 1986 gelang ihm dann 1987 der Sieg beim Auftaktprolog der Vuelta a España, der ihn ins Rote Führungstrikot schlüpfen ließ. Sein letzter Sieg gelang ihm auf der vierten Etappe der Mittelmeer-Rundfahrt 1988.
Nach Beendigung seiner aktiven Karriere blieb Vandenbroucke dem Radsport treu und wurde von 1988 bis zum Dezember 1999 Sportlicher Direktor im belgischen Team Lotto. Nach elf Jahren Zusammenarbeit trennte man sich, da die finanziellen Vorstellungen Vandenbrouckes und des Sponsors zu weit auseinanderklafften.
Im Mai 2000 geriet der gebürtige Wallone dann ins Visier der belgischen Dopingfahnder. Nach einer Hausdurchsuchung erhob die Staatsanwaltschaft gegen ihn Anklage wegen finanziellen Unregelmäßigkeiten und Straftaten im Zusammenhang mit Doping. Vandenbroucke erklärte daraufhin, dass es Prämienzahlungen an die Fahrer gegeben habe, die nicht offiziell verbucht worden seien. Den Vorwurf Doping-Straftaten unterstützt zu haben, wies er jedoch von sich.
Seine Laufbahn als Sportlicher Leiter war relativ kurz. 1989 wurde er vom Team Lotto engagiert, kurz vor Beginn der Saison 2000 dann aber wegen Erfolglosigkeit entlassen.

## Palmarès
| 1974 - Belgischer Amateur-Meister im Straßenrennen 1975 - Flèche Ardennaise 1976 - Grand Prix de Fourmies - Gesamtsieg Étoile des Espoirs 1977 - Grand Prix de Fourmies - Prolog Critérium du Dauphiné Libéré - Gesamtsieg Étoile des Espoirs 1978 - Bronzemedaille Einerverfolgung (Bahn-WM) - Circuit des Frontières 1979 - Grand Prix de Fourmies - Prolog + 2. Etappe Etoile des Espoirs 1980 - Vier Tage von Dünkirchen + 5. Etappe - Grand Prix des Nations - 5. Etappe Etoile des Espoirs - Trofeo Baracchi (mit Alfons De Wolf) - 6. Etappe Paris–Nizza - Tour d’Indre-et-Loire 1981 - Tour de l’Oise - Prolog Tour de l’Aude 1982 - Paris–Tours - Gesamtsieg Etoile des Espoirs - Prolog Vier Tage von Dünkirchen - Prolog Tour de l’Oise | 1983 - GP Eddy Merckx - Grand Prix d’Isbergues - Prolog + 6. Etappe Etoile des Espoirs - 3. Etappe GP Midi Libre - 3. Etappe Mittelmeer-Rundfahrt - Prolog Tour de l’Aude 1984 - Bronzemedaille Einerverfolgung (Bahn-WM) - Prolog Tour de l’Aude 1985 - Drei Tage von De Panne - Vier Tage von Dünkirchen + Prolog - Prolog Tour de l’Aude - Prolog GP Midi Libre 1986 - Tour de l’Aude 1987 - Prolog Vuelta a España - 7. Etappe Ruta del Sol - Prolog GP Midi Libre - Prolog Paris–Nizza 1988 - 4. Etappe Mittelmeer-Rundfahrt |

## Teams

### Als Fahrer
- 1975–1979 Peugeot-BP-Michelin (1976–1979 Peugeot-Esso-Michelin)
- 1980–1983 La Redoute-Motobécane
- 1984 La Redoute
- 1980–1985 La Redoute-Cycles MBK
- 1986–1987 KAS
- 1988 Hitachi-Bosal

### Als Sportlicher Direktor
- 1989–1999 Lotto